# الجمعية الأوروبية لطب أطفال والعناية المركزة لحديثي الولادة
الجمعية الأوروبية لعلم العقاقير السريري والعلاجيات (EACPT) هي جمعية مطلعة في مجال علم العقاقير السريري. وتعتبر الجمعية الرائدة في أوروبا التي تخدم مجتمع علم العقاقير السريري والعلاجيات الأوروبي والعالمي. وتعود جذور نشأتها إلى فريق بحثي تم تشكيله في فترة 1980 تحت رعاية منظمة الصحة العالمية (منظمة الصحة العالمية-أوروبا). ثم تم إنشاء لجنة عام 1993 ترأسها فولك شوكفيست مع الإحالة على إعداد أول مؤتمر للمنظمة والذي عُقد في باريس عام 1995. وفي المؤتمر، قام المجلس المؤسس للمنظمة بانتخاب لجنة تنفيذية برئاسة شوكفيست، ومايكل أورمي (المملكة المتحدة) في منصب سكرتير شرف، وجوشن كولمان (ألمانيا) كأمين صندوق، وجيامباولو فيلو (إيطاليا) في منصب نائب رئيس مجلس اللجنة التنفيذية، وبعضوية 26 دولة أوروبية من خلال جمعيات دولهم العاملة في علم العقاقير السريري أو القطاعات.

## الأهداف
تقوم منظمة الجمعية الأوروبية لعلم العقاقير السريري والعلاجيات بتعزيز التميّز المهني والأخلاقي في أوروبا ومعايير الاستعمال السريري للأدوية والبحث السريري على العقاقير.

## الأنشطة
تتضمن أنشطة الجمعية الأوروبية لعلم العقاقير السريري والعلاجيات تقديم النصيحة لصنّاع السياسات والوكالات في أوروبا، وعقد المؤتمرات الأوروبية وورش العمل، وطبع وثائق السياسات، وإعداد تقارير الاجتماعات، وإجراءات المؤتمرات والندوات النقاشية التأسيسية، وإعداد محتويات محاضرات محددة. وكذلك تقوم الجمعية الأوروبية لعلم العقاقير السريري والعلاجيات بتنظيم مدارس صيفية.

## مؤتمرات الجمعية الأوروبية لعلم العقاقير السريري والعلاجيات[9]
إن مؤتمرات مفتوحة لاستقبال الوفود من أوروبا وغيرها من العالم، ومن بينهم متخصصو الصحة، والباحثون، ومتخصصو التكنولوجيا الحيوية وصناعة الأدوية، والمراقبون، وصنّاع السياسات، وعلماء الأخلاقيات، وغيرهم ممن يرغبون في استكشاف العقاقير والسريريات والاختصاصيون في تحليل تأثير الأدوية وسلامتها والمؤشرات الحيوية ذات الصلة.
- باريس 1995
- برلين 1997
- القدس 1999
- فلورنس 2000
- أودنسه 2001
- إسطنبول 2003
- بوزنان 2005
- أمستردام 2007
- إدنبرة 2009
- بودابست 2011
- جنيف 2013[10]
- مدريد 2015
- براغ 2017

## الجوائز التي تم الحصول عليها
- 2009 فولك شوكفيست، السويد[11]
- 2011 كولين دوليري، المملكة المتحدة[12]

## الجائزة العلمية لأفضل نشر
- 2009 إيان ويلكنسون، المملكة المتحدة
- 2011 تباسوم سيمون، فرنسا[13]

## الهيكل التنظيمي
يرأس الجمعية الأوروبية لعلم العقاقير السريري والعلاجيات لجنة تنفيذية  تتشكل من مجلس الوفود التابعة لكافة الجمعيات الوطنية التابعة لعلم العقاقير السريرية والعلاجيات. وموظفو اللجنة التنفيذية للمؤتمر الذي يعقد كل عامين في بودابست هم: جونزالو كالفو روخاس (إسبانيا، رئيس اللجنة)، تباسوم سيمون (فرنسا، نائب الرئيس)، دونالد سنجر (المملكة المتحدة، السكرتير)، كاري كيفيستو (فنلندا، أمين الصندوق).

## وصلات خارجية
- الموقع الرسمي